# Triceratella drummondii
Triceratella drummondii là một loài thực vật có hoa trong họ Commelinaceae. Loài này được Brenan miêu tả khoa học đầu tiên năm 1961.